# Cimetière des Invalides
Pour les articles homonymes, voir Invalides.
Le cimetière des Invalides (Invalidenfriedhof) est l'un des cimetières les plus anciens de Berlin, fondé en 1748. Situé dans le quartier de Berlin-Mitte, c’est le lieu du dernier repos des militaires prussiens et un lieu historique protégé.

## Historique
C'est le roi Frédéric II qui ordonna en 1746 d'établir un Hospice des Invalides sur un terrain vague du nord-est de la barrière d'octroi de Berlin, non loin de l'hôpital de La Charité. À dater de son inauguration le 15  novembre 1748, on y amena désormais les soldats mutilés (lahme Kriegsleut) : ils devaient autant que possible non seulement y pourvoir à leurs propres besoins, mais aussi participer au jardinage dans ce que les Berlinois appelaient le « Sahara ». Des plans avaient déjà été dressés pour l'Hospice des Soldats Invalides sous les règnes de Frédéric Ier et de Frédéric-Guillaume Ier ; mais ce n'est qu'avec l'afflux des nombreuses victimes militaires des deux guerres de Silésie (1740–1742 et 1744/1745) que Frédéric le Grand se décida à mettre en application ce projet.
Le legs royal consistait en un domaine de quelque 134 ha. Le cimetière se trouvait au nord de l'hospice des Invalides, sur un terrain mis en commun avec un moulin à vent de la Kirschallee (rebaptisée « rue Scharnhorst » en 1860). Le premier hôte de ce cimetière militaire aura été, le 20 décembre 1748, un sous-officier catholique du nom de Hans-Michael Neumann, originaire de Bamberg (cette sépulture a disparu).
À l'origine, le « cimetière de la communauté des Invalides » ne comprenait que la division A au nord-est du terrain, où l'on inhuma par la suite aussi les généraux affectés à la commanderie de l'Hospice des Invalides (division dite des Kommandantengräber). Elle se trouve à côté de l’actuel économat et du lapidarium. En 1769, les autorités militaires décidèrent d'aménager l’actuelle Division B, à l'ouest du premier cimetière. Le reste du cimetière faisait encore partie des champs cultivés au XVIIIe siècle ; le secteur qui s'étend au sud-est jusqu'aux tombeaux des officiers de la Landwehr (auj. occupés par le canal Berlin-Spandau) était alors couvert de prairies.

## Sépultures remarquables duXXesiècle

### Tombe du général von Gross

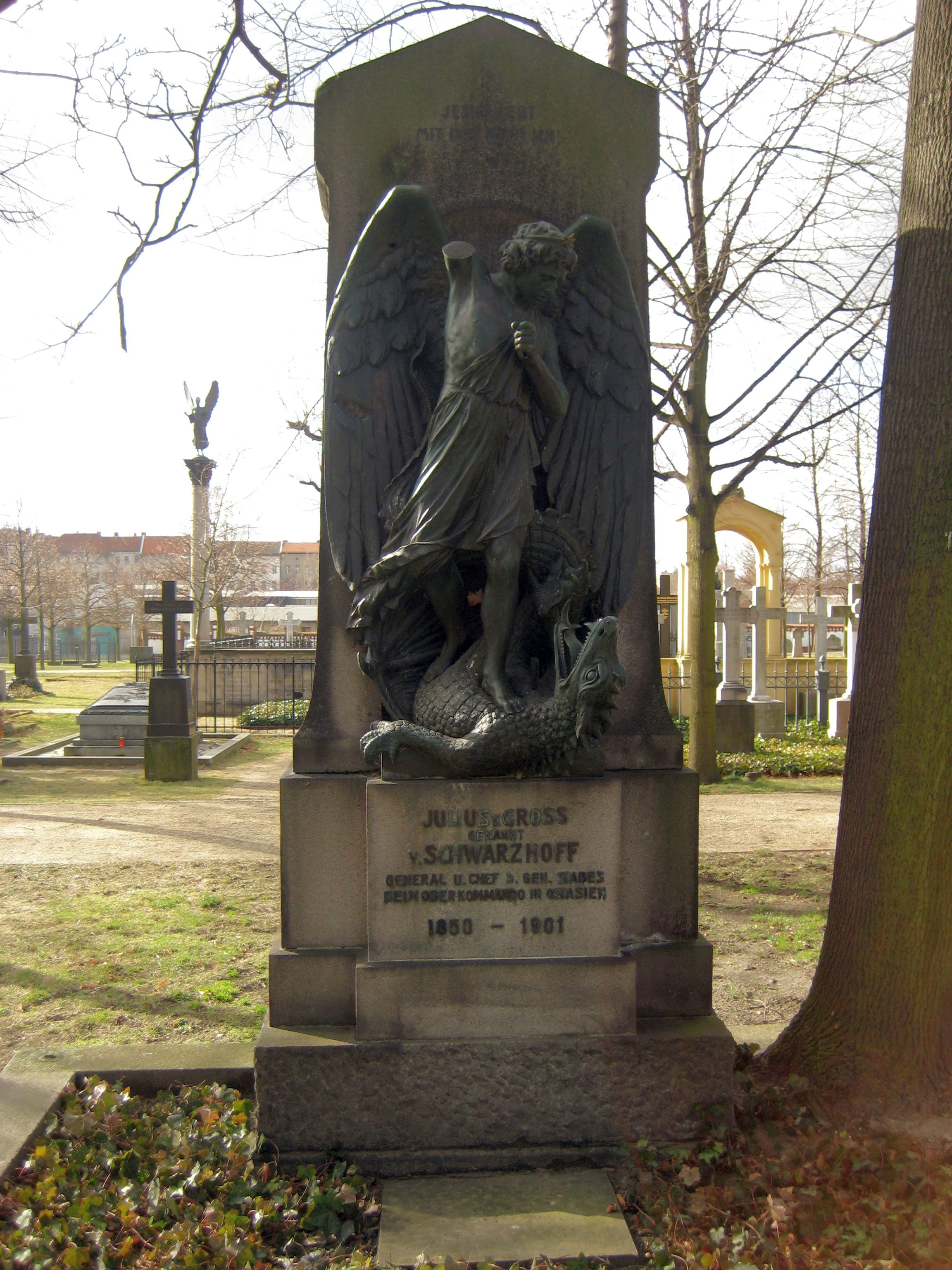
Tombe de Julius Karl von Groß genannt von Schwarzhoff.

La tombe du général Julius Karl von Groß genannt von Schwarzhoff (1850-1901), dans la division D, est un exemple remarquable du Jugendstil. Le général servait à l'état-major de l'armée d'Extrême-Orient à l'époque de la révolte des Boxers en Chine sous le commandement du comte von Waldersee. Il meurt le 17 avril 1901 pendant l'incendie du palais d'Hiver de Pékin qui servait de quartier général aux forces expéditionnaires impériales allemandes. Il avait tenté de sauver des flammes des dossiers importants.
La stèle en granit gris, reflétant l'éclectisme du Jugendstil, contient une sculpture en bronze sur le devant dans une niche en arc rond. Elle a été conçue par le sculpteur badois Otto Feist (de) s'inspirant du classicisme tardif et du naturalisme. Elle montre le combat de l'archange saint Michel contre le dragon, allégorie contre le mal et peut être du combat contre les Boxers chinois. Le bras droit et l'épée d'acier de l'archange ont été perdus après 1945. Le côté mentionne « la mère et la sœur esseulées » du défunt comme concessionnaires de la tombe. Le verset biblique «Je veux te bénir et tu seras une bénédiction» (Gen. 12.2), qui peut également être lu ici, est entouré par les figures héraldiques de ces onze endroits qui étaient particulièrement liés à la biographie du défunt, dont un ours pour Berlin et un dragon pour Pékin. 
Il n'existe plus de photographies de la sépulture telle qu'elle était à l'origine. Par conséquent la restauration effectuée en 2002 n'a pas refait le bras et l'épée de l'archange  .

### Sépulture du général Hoffmann

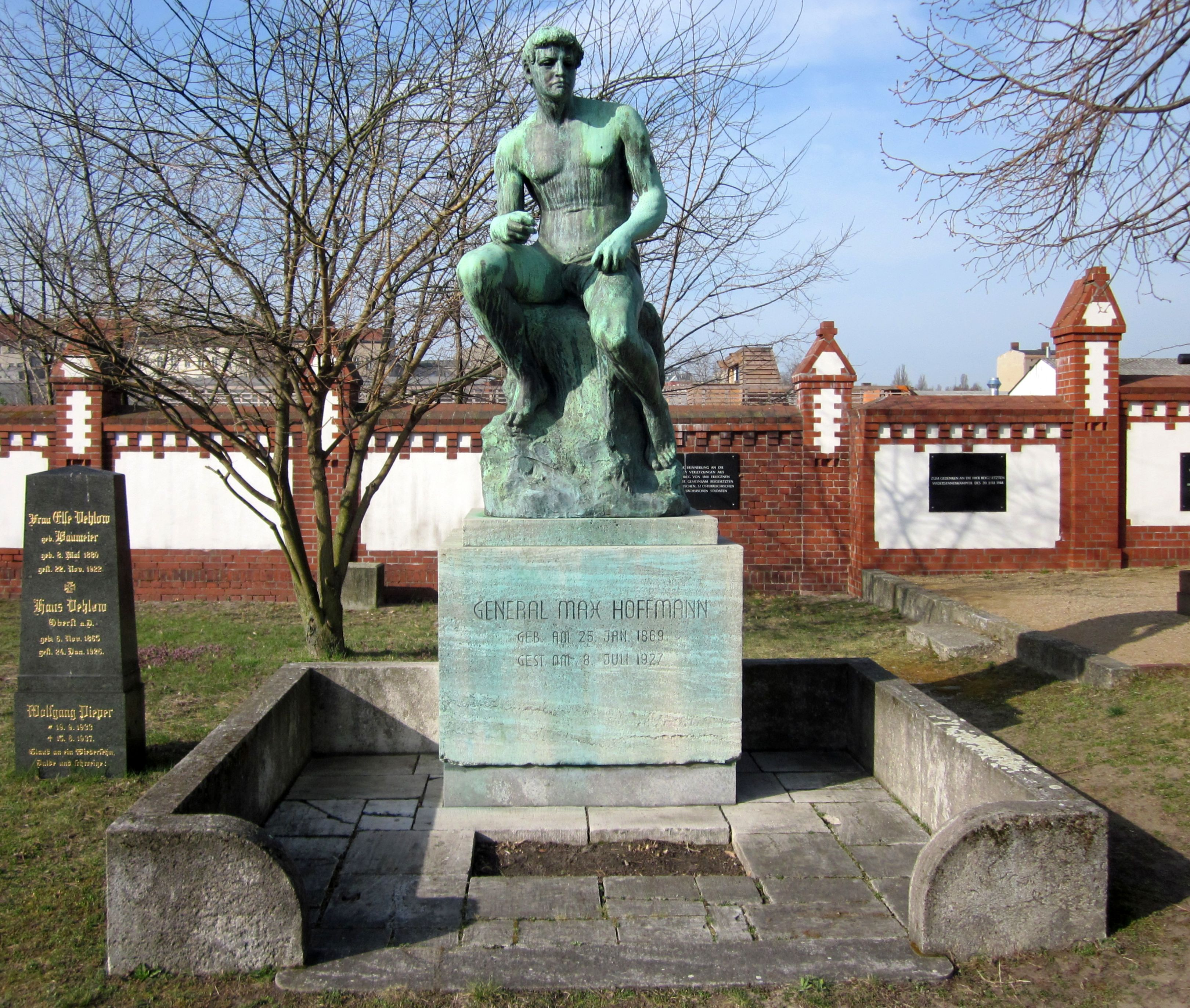
Sépulture du général Hoffmann avec une statue d'Arnold Rechberg (1906-1929).

La sépulture du Generalmajor Max Hoffmann (1869-1927), chef de l'état-major de l'Ober Ost pendant la Première Guerre mondiale et chef de la délégation allemande pour les négociations de Brest-Litowsk, a été conçue par son ami Arnold Rechberg. Elle consiste en un cube dominé d'une sculpture monumentale placée sur un rocher représentant un jeune homme nu assis. Rechberg s'est inspiré de Rodin dans son œuvre en plâtre de 1906 intitulée Résignation humaine et présentée au Salon de Paris. La statue en bronze a été placée ici en 1929. Sur le côté du socle en forme de cube sont inscrits le nom des batailles auxquelles le général a participé (Tannenberg, lacs de Mazurie, Lyck et Augustow) ainsi que sa citoyenneté d'honneur de sa ville natale de Homberg an der Efze. La sépulture est close par un parapet de pierre calcaire.
Rechberg avait acheté la concession de cette tombe pour lui et son ami Hoffmann à l'ouest du cimetière et signé un contrat de concession avec l'administration du cimetière jusqu'en 2100. Sa demande de 1942 pour y être enterré a été rejetée par les nationaux-socialistes en raison des activités politiques de Rechberg (il a été temporairement interné au camp de concentration de Dachau). Rechberg est mort en 1947 et a finalement été enterré à Hersfeld.
Elle manque d'être détruite en 1945. Lorsque le mur de Berlin a été construit en 1961, la tombe du général Hoffmann a été déplacée à la division C et en même temps l'une des inscriptions de Rechberg a été supprimée. Étant donné que l'emplacement d'origine a pu être identifié à partir des restes de la fondation, la tombe a été remise dans cette division E après restauration en 2002 et inscrite aux monuments historiques.

## Personnalités inhumées
- Lothar von Arnauld de La Perière (1886-1941)
- Curt Heinrich Gottlieb von Arnim (de) (1735-1800)
- Friedrich von Baudissin (1852-1921)
- Wolf Wilhelm von Baudissin (de) (1847-1926)
- Olivier von Beaulieu-Marconnay (de) (1898-1918)
- Karl Becker (1879-1940)
- Ernst von Below (1863-1955)
- Fritz von Below (1853-1918)
- Rudolf Berthold (1891-1920)
- Karl Gustav von Berneck (de) (1803-1871)
- Hans Hartwig von Beseler (1850-1921)
- Moritz von Bissing (1844-1917)
- Max von Boehn (1850-1921)
- Oktavio von Boehn (1824-1899)
- Hermann von Boyen (1771-1848)
- Leopold Hermann von Boyen (1811-1886)
- Karl von Brandenstein (1831-1886)
- Heinrich von Brandt (1789-1868)
- Eduard von Brauchitsch (de) (1798-1869)
- Hans-Joachim Buddecke (1890-1918)
- Rudolph Otto von Budritzki (1812-1876)
- Karl von Bülow (1846-1921)
- Ernst von der Burg (1831-1910)
- Eberhard von Claer (1856-1945)
- Otto von Claer (de) (1827-1909)
- Alwin von Coler (de) (1831-1901)
- Hans von Cranach (de) (1855-1929)
- Carl Siegmund Franz Credé (de) (1819-1892)
- Georg Christoph von Daembke (de) (1719-1775)
- Ferdinand von Dannenberg (1818-1893)
- Michael Ludwig von Diezelsky (de) (1708-1779)
- Curt von Dewitz (de) (1871-1929)
- Friedrich zu Dohna-Schlobitten (1784-1859)
- Magnus von Eberhardt (1855-1939)
- Hermann von Eichhorn (1848-1918)
- Therese Elßler (1808-1878)
- Marga von Etzdorf (1907-1933)
- Ulrich von Etzdorf (de) (1847-1931)
- Ludwig von Falkenhausen (1844-1936)
- Curt von François (1852-1931)
- Werner von Frankenberg und Proschlitz (de) (1868-1933)
- Karl Frenzel (1827-1914)
- Friedrich Friesen (1784-1814)
- Werner von Fritsch (1880-1939)
- Wolfgang Fürstner (1896-1936)
- Carl August von Gablenz (de) (1893-1942)
- Guido von Gillhaußen (de) (1870-1918)
- Julius von Groß (1812-1881)
- Julius Karl von Groß genannt von Schwarzhoff (1850-1901)
- Curt Haase (1881-1943)
- Gotthilf Hagen (1797-1884)
- Carl von Hänisch (1829-1908)
- Otto Hasse (1829-1908)
- Hans-Joachim Haupt (de) (1876-1942)
- Josias von Heeringen (1850-1926)
- Hans von Held (de) (1764-1842)
- Reinhard Heydrich (1904-1942), tombe disparue, mais le corps est resté inhumé
- August Hiller von Gaertringen (1772-1856)
- Gustav Eduard von Hindersin (de) (1804-1872)
- Otto Hoetzsch (de) (1876-1946)
- Max Hoffmann (1869-1927)
- Friedrich von Holstein (1837-1909)
- August Wilhelm von Horn (1800-1886)
- Rudolf von Horn (de) (1866-1934)
- Hans-Valentin Hube (1890-1944)
- Botho von Hülsen (1815-1886)
- Helene von Hülsen (1829-1892)
- Dietrich von Hülsen-Haeseler (1852-1908)
- Georg von Hülsen-Haeseler (1858-1922)
- Ernst Kabisch (de) (1866-1951)
- Hans Karl Georg von Kaltenborn-Stachau (1836-1898)
- Gustav von Kessel (1760-1827)
- Robert von Klüber (de) (1873-1919)
- Karl Leopold von Köckritz (de) (1744-1821)
- Robert Kosch (1856-1942)
- Ernst Küster (de) (1839-1930)
- Hermann von der Lieth-Thomsen (1867-1942)
- Hans Maikowski (de) (1908-1933)
- Oskar von Meerscheidt-Hüllessem (1825-1895)
- Theodor Michelis (de) (1872-1936)
- Werner Mölders (1913-1941)
- Helmuth von Moltke (1848-1916)
- Ulrich Neckel (de) (1898-1928)
- Friedrich Neuhaus (1797-1876)
- Walter Oesau (1913-1944)
- Karl Rudolf von Ollech (1797-1876)
- Adolf von Oven (1855-1937)
- Alexander von Pape (1813-1895)
- Georg Dubislav Ludwig von Pirch (1763-1838)
- Curt von Prittwitz und Gaffron (1849-1922)
- Maximilian von Prittwitz (1848-1917)
- Carl Rabitz (de) (1823-1891)
- Alfred von Rauch (1824-1900)
- Friedrich von Rauch (1855-1935)
- Friedrich Wilhelm von Rauch (1790-1850)
- Gustav von Rauch (1774-1841)
- Eduard von Raven (de) (1807-1864)
- Walter von Reichenau (1884-1942)
- Karl von Reyher (1786-1857)
- Manfred von Richthofen (1892-1918), dépouille transférée à Wiesbaden, après 1975
- Friedrich Wilhelm von Rohdich (1719-1796)
- Walter von Saint Paul-Illaire (1860-1940)
- Gerhard von Scharnhorst (1755-1813), monument funéraire sculpté par Friedrich Tieck (1822)
- Friedrich von Schele (1847-1904)
- Wilhelm von Scharnhorst (1786-1854)
- Erich Schlegel (de) (1866-1938)
- Alfred von Schlieffen (1833-1913)
- Heinrich Schmückert (de) (1790-1862)
- Rudolf Schmundt (1896-1944)
- Ludwig von Schröder (1854-1933)
- Hans von Seeckt (1866-1936)
- Bogislav von Selchow (de) (1877-1943)
- Wilhelm Solf (1862-1936)
- Max Liebermann von Sonnenberg (1848-1911)
- Wilhelm Staehle (1877-1945)
- Franz von Stephani (de) (1876-1939)
- August von Stockhausen (1793-1861)
- Walter Stoeckel (de) (1871-1961)
- Heinrich von Stein (de) (1857-1887)
- Wolff von Stutterheim (1893-1940)
- Bogislav Friedrich Emanuel von Tauentzien (1760-1824)
- Fritz Todt (1891-1942), tombe disparue, mais le corps est resté inhumé
- Ernst Troeltsch (1865-1923)
- Ernst Udet (1896-1941)
- Julius von Verdy du Vernois (1832-1910)
- Oskar von Watter (1861-1939)
- Bernhard von Werder (1823-1907)
- Wilhelm von Wickede (1830-1895)
- Johann Wilhelm von Wiebel (de) (1767-1847)
- Friedrich Wilhelm von Willisen (de) (1876-1933)
- Karl von Willisen (1819-1886)
- Hans Karl von Winterfeldt (1707-1757)
- Wilhelm von Uslar (de) (1847-1919)
- Detlof von Winterfeldt (1867-1940)
- Hans von Winterfeld (1857-1914)
- August von Witzleben (1808-1880)
- Ferdinand von Witzleben (de) (1800-1859)
- Job von Witzleben (1783-1837)
- Johann Friedrich Ludwig Wöhlert (de) (1797-1877)
- Max Wölfing (de) (1847-1928)
- Ludwig von Wolzogen (de) (1773-1845)
- Heinrich Adolf von Zastrow (1801-1875)
- Wilhelm von Zastrow (de) (1833-1906)
- Franz von Zychlinski (1816-1900)

## Galerie

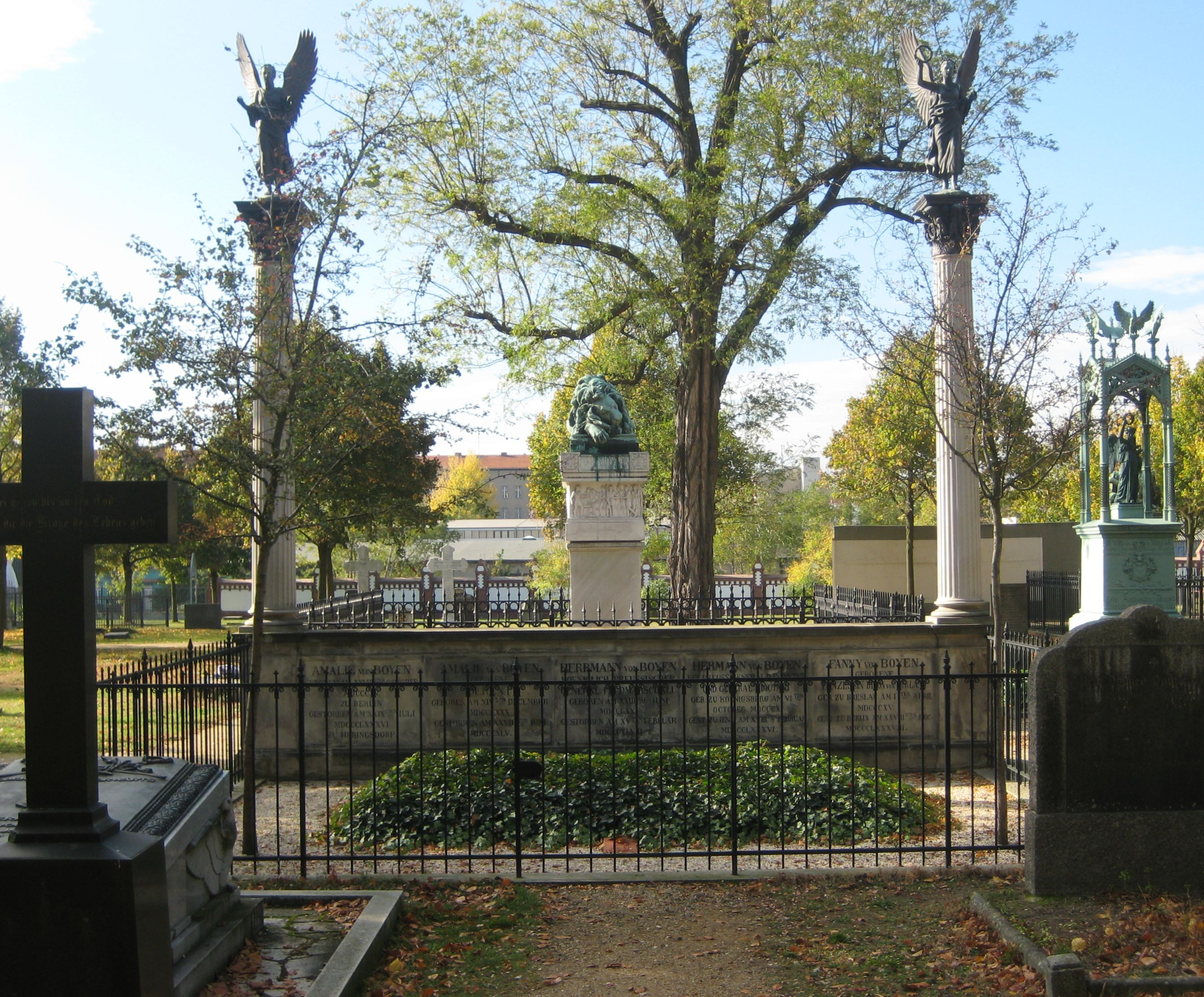
Monument funéraire de la famille von Boyen
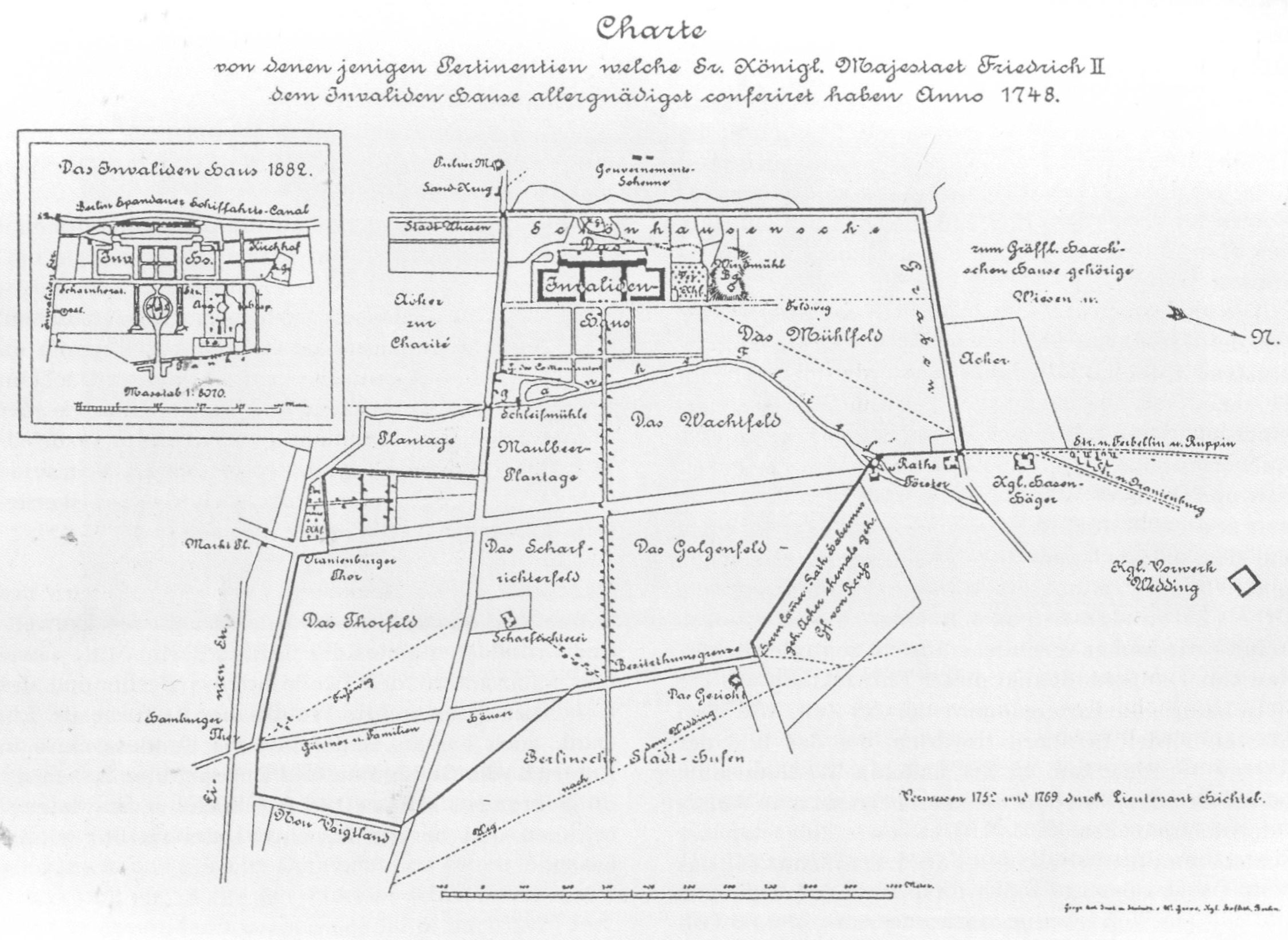
Plan de l'Hospice des Invalides avec les jardins de 1748, et du Cimetière des Invalides (1882) à droite de cet Hospice.
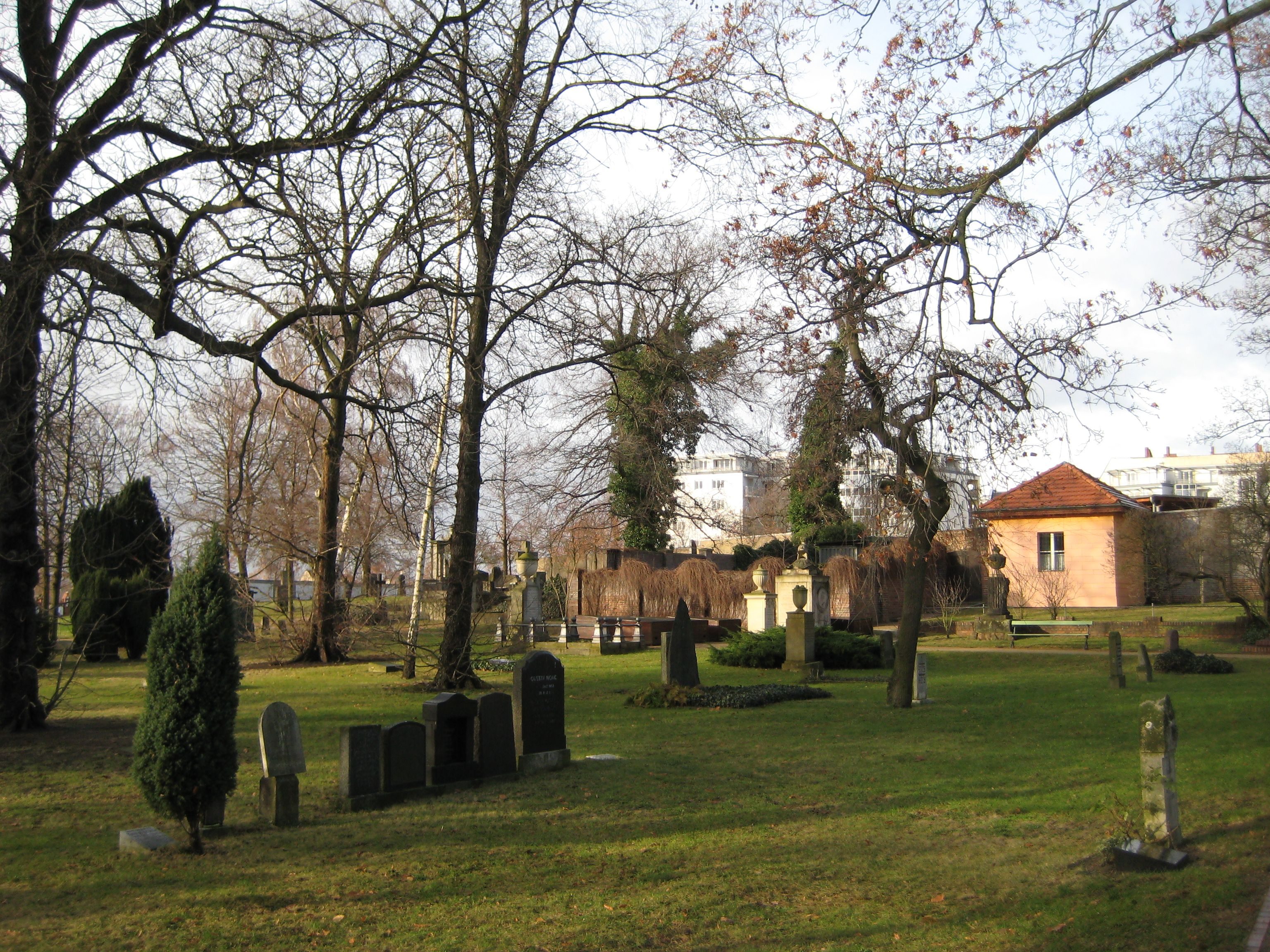
La partie primitive du Cimetière des Invalides (section A), avec au second plan le secteur des généraux.
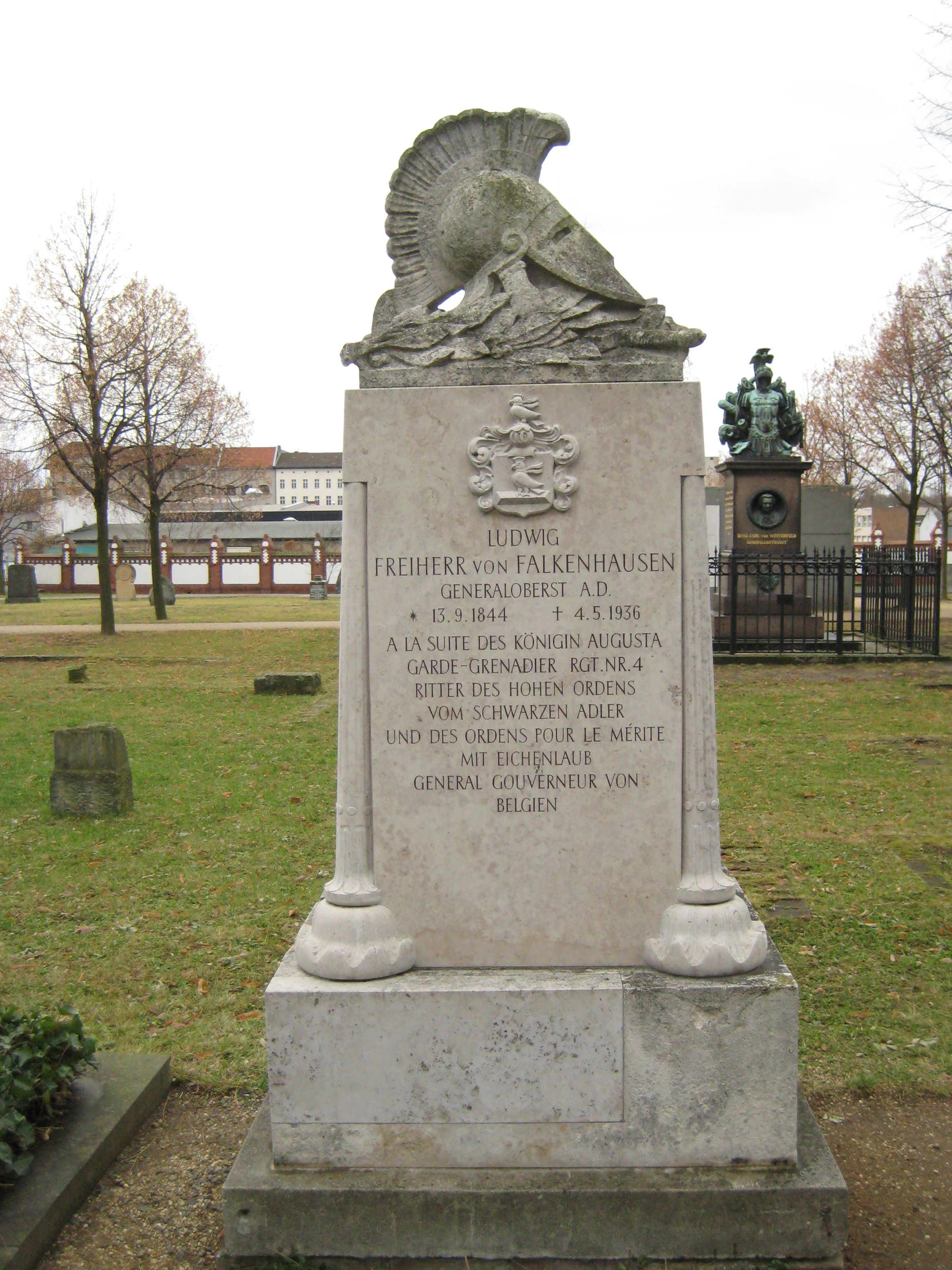
Tombe du général-baron von Falkenhausen

## Années récentes
En 2011, on a placé au bord de l'allée entre la division E et la division F près du reste du mur historique restauré du cimetière, la seule cloche rescapée de l'église de Gnaden de Berlin-Mitte (de) (qui se trouvait au parc des Invalides), après une histoire mouvementée. La cloche offerte par l'impératrice Auguste Viktoria et coulée par l'Association Bochum a été sauvée après l'explosion des ruines de l'église en 1967 et se trouvait sur le site de la Kreuzkirche dans le quartier Leithe de Bochum depuis 1990. À l'été 2013, la cloche a été de nouveau suspendue dans un clocher spécialement construit à cet effet.   

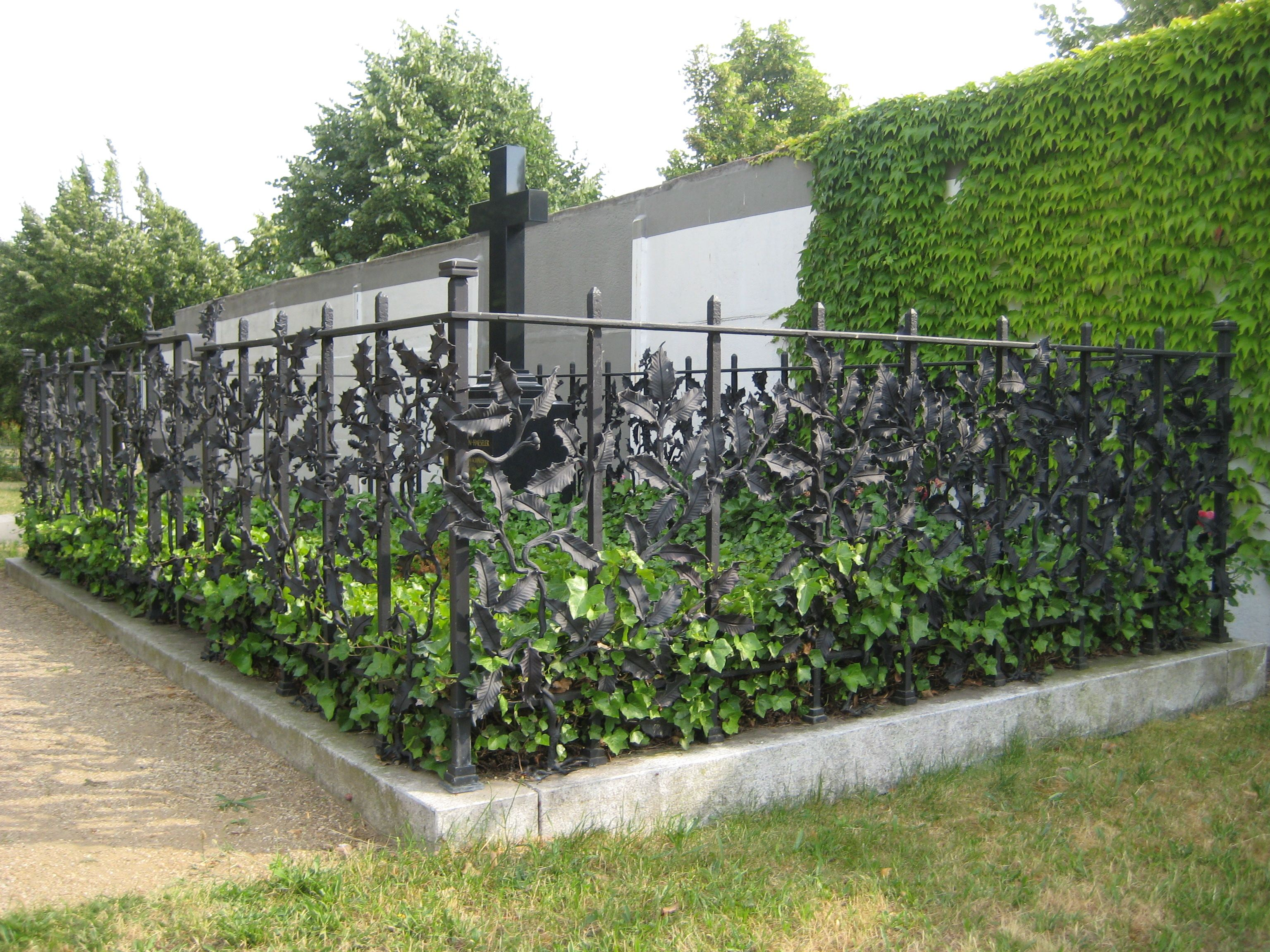
Grille forgée autour de la sépulture reconstruite de la famille Hülsen-Haeseler
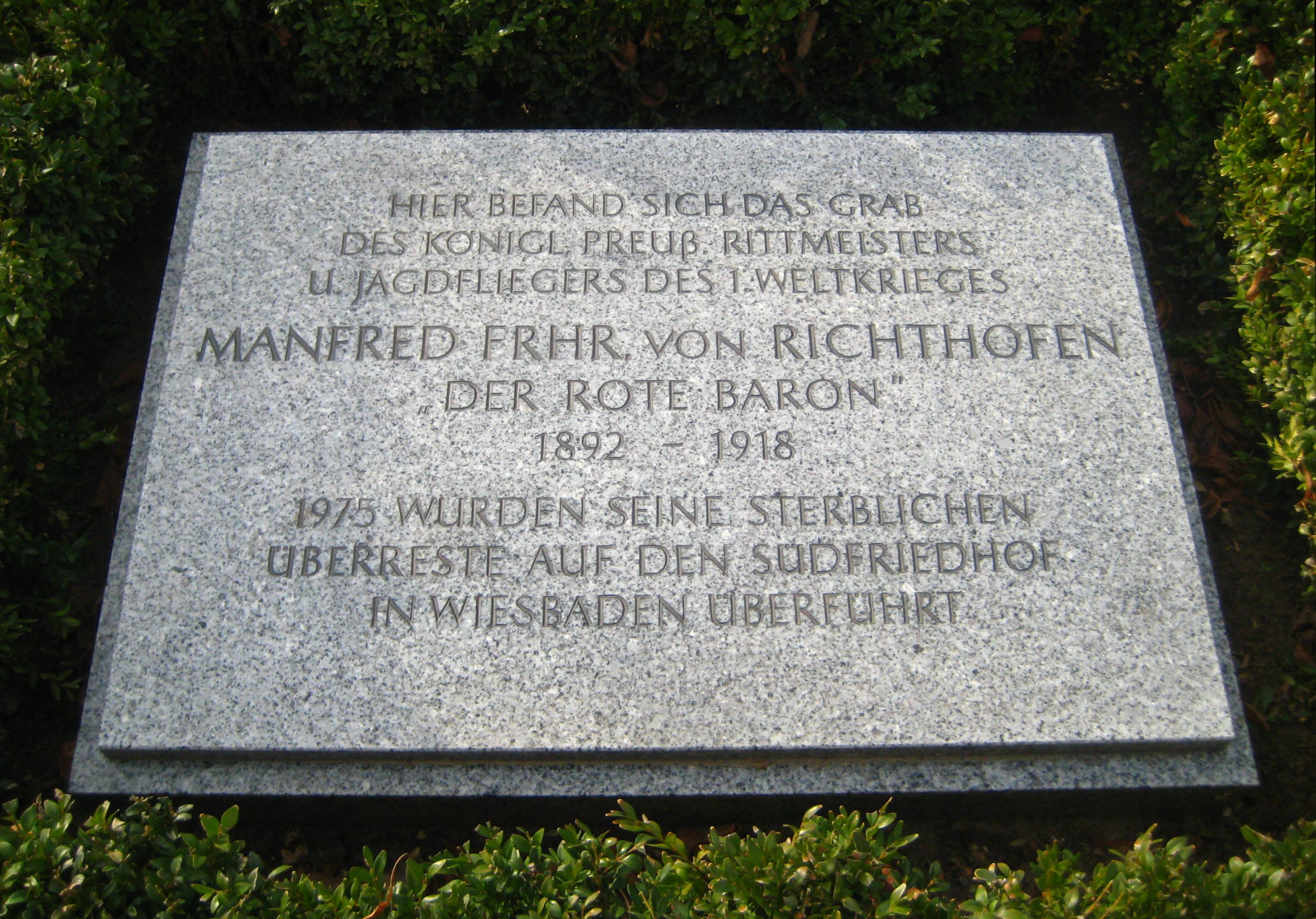
Pierre commémorative de Manfred von Richthofen
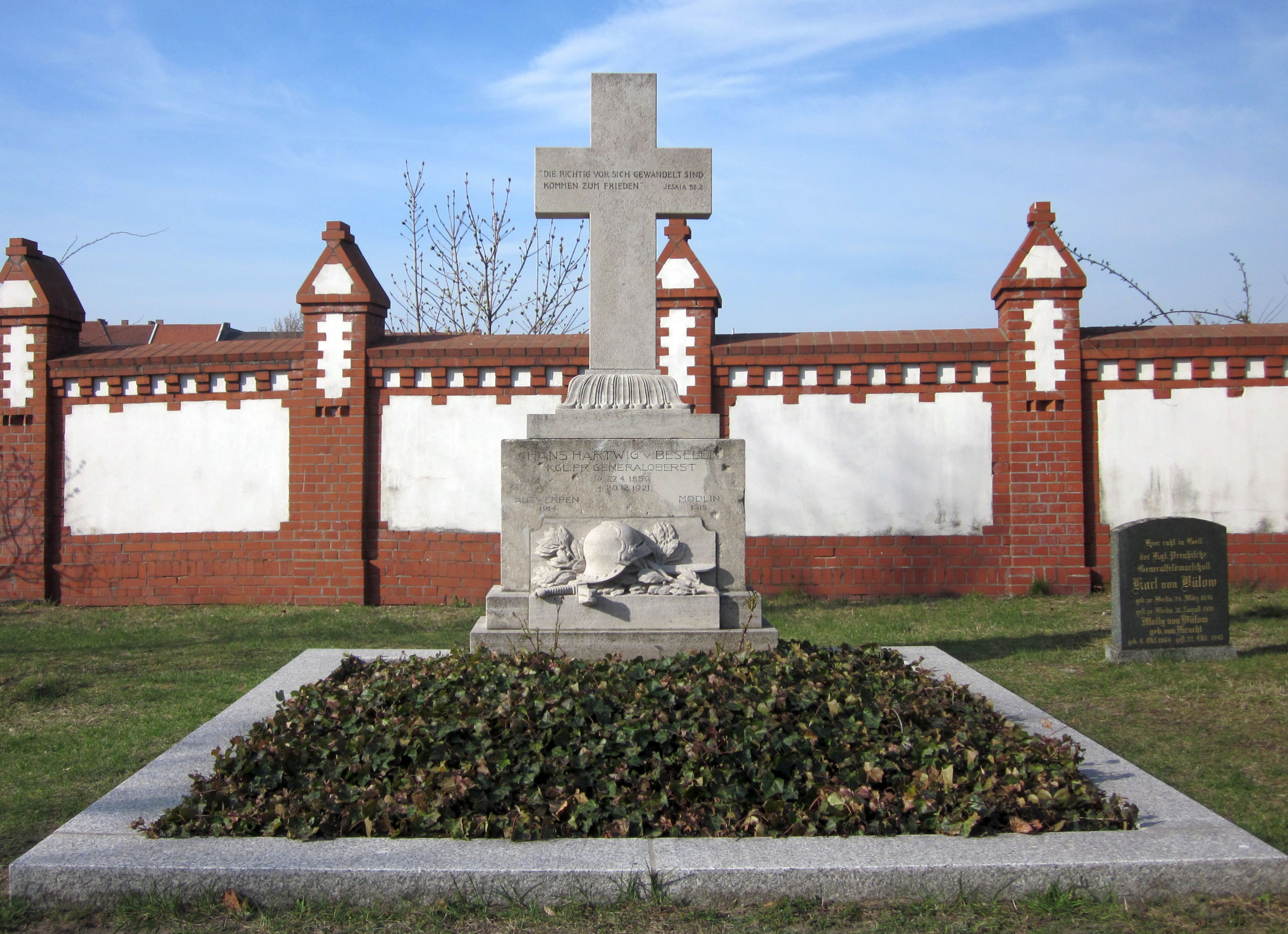
La sépulture reconstruite de Hans von Beseler
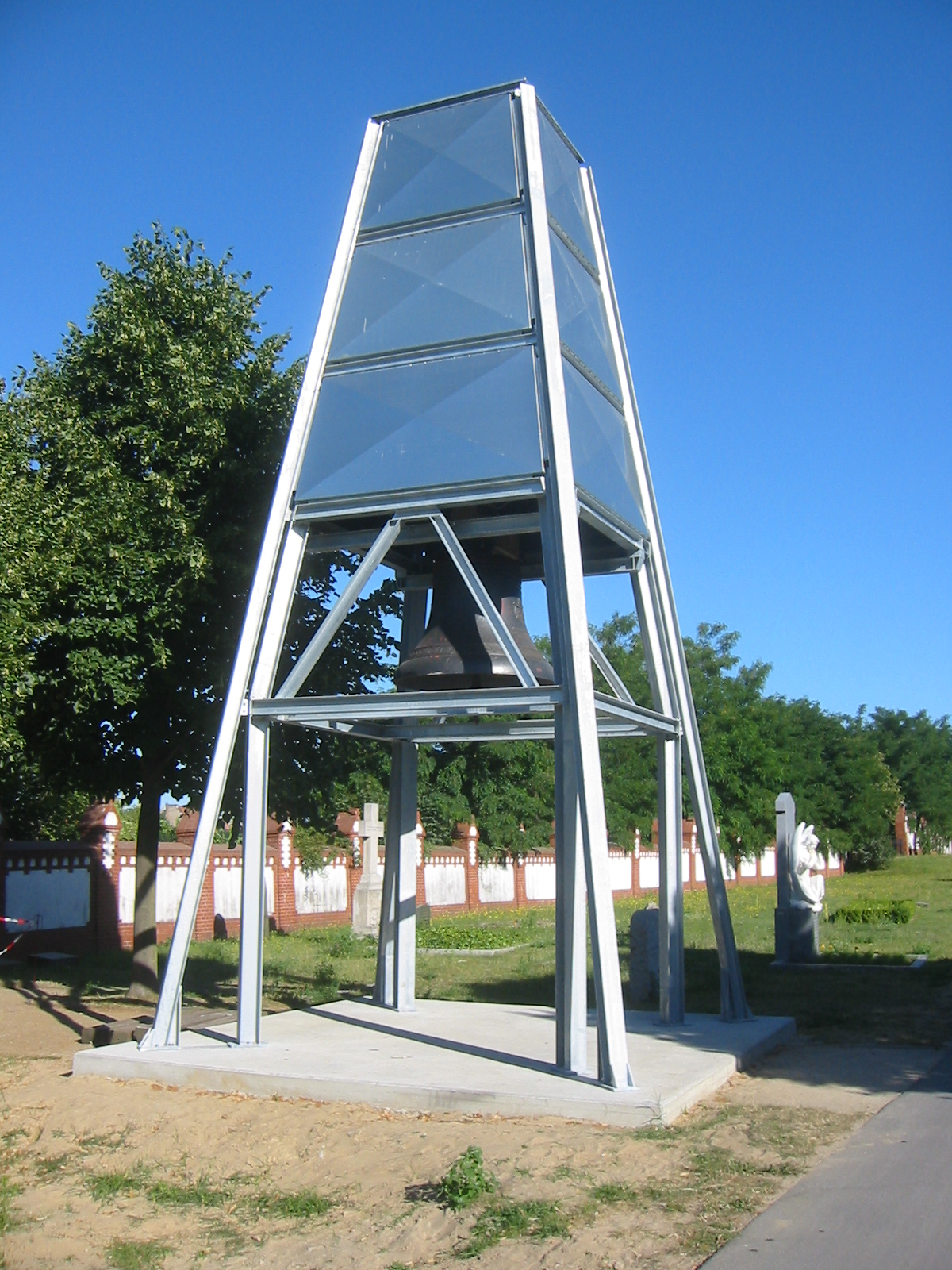
Le nouveau clocher
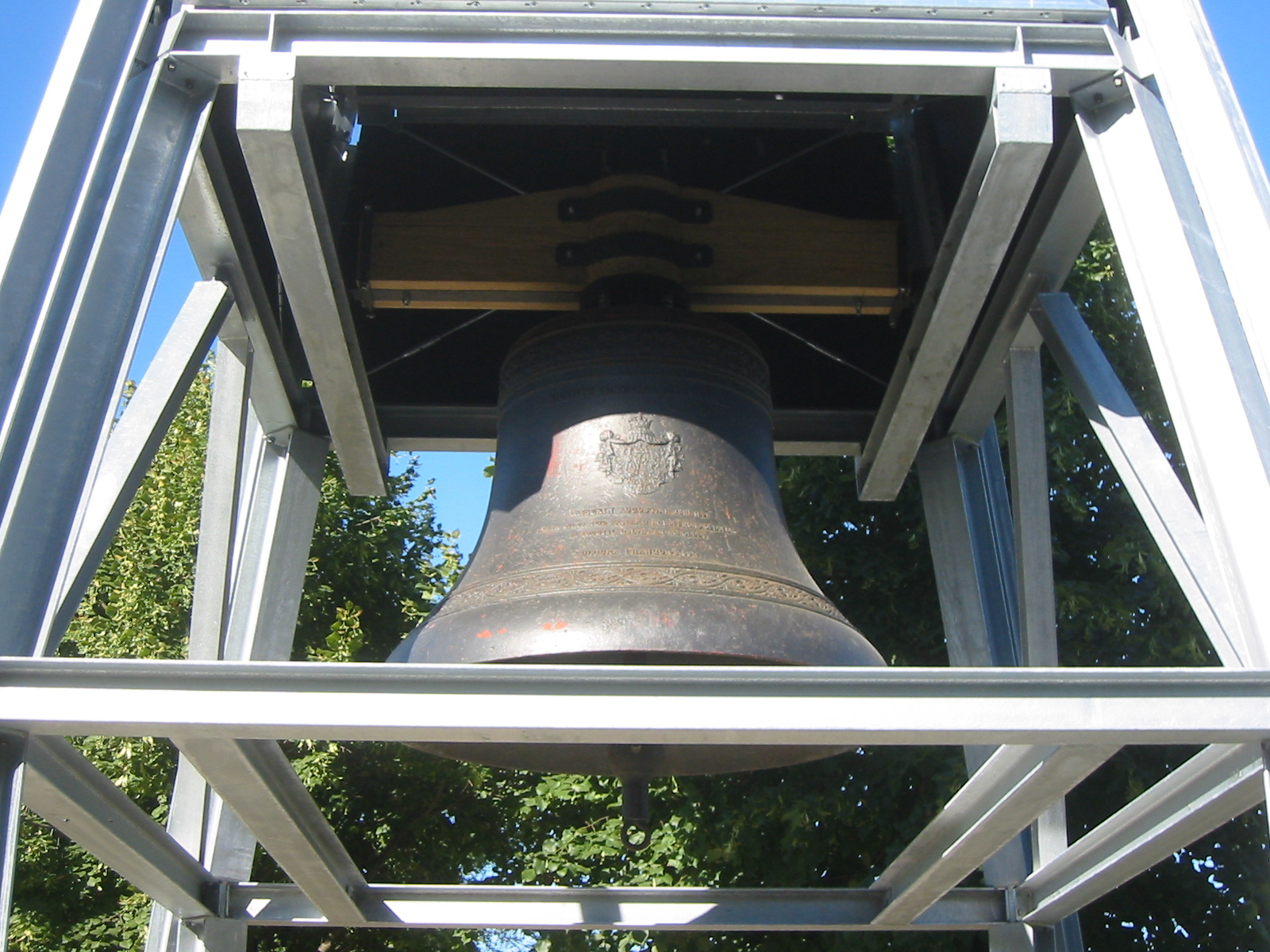
La cloche Auguste-Viktoria-Glocke
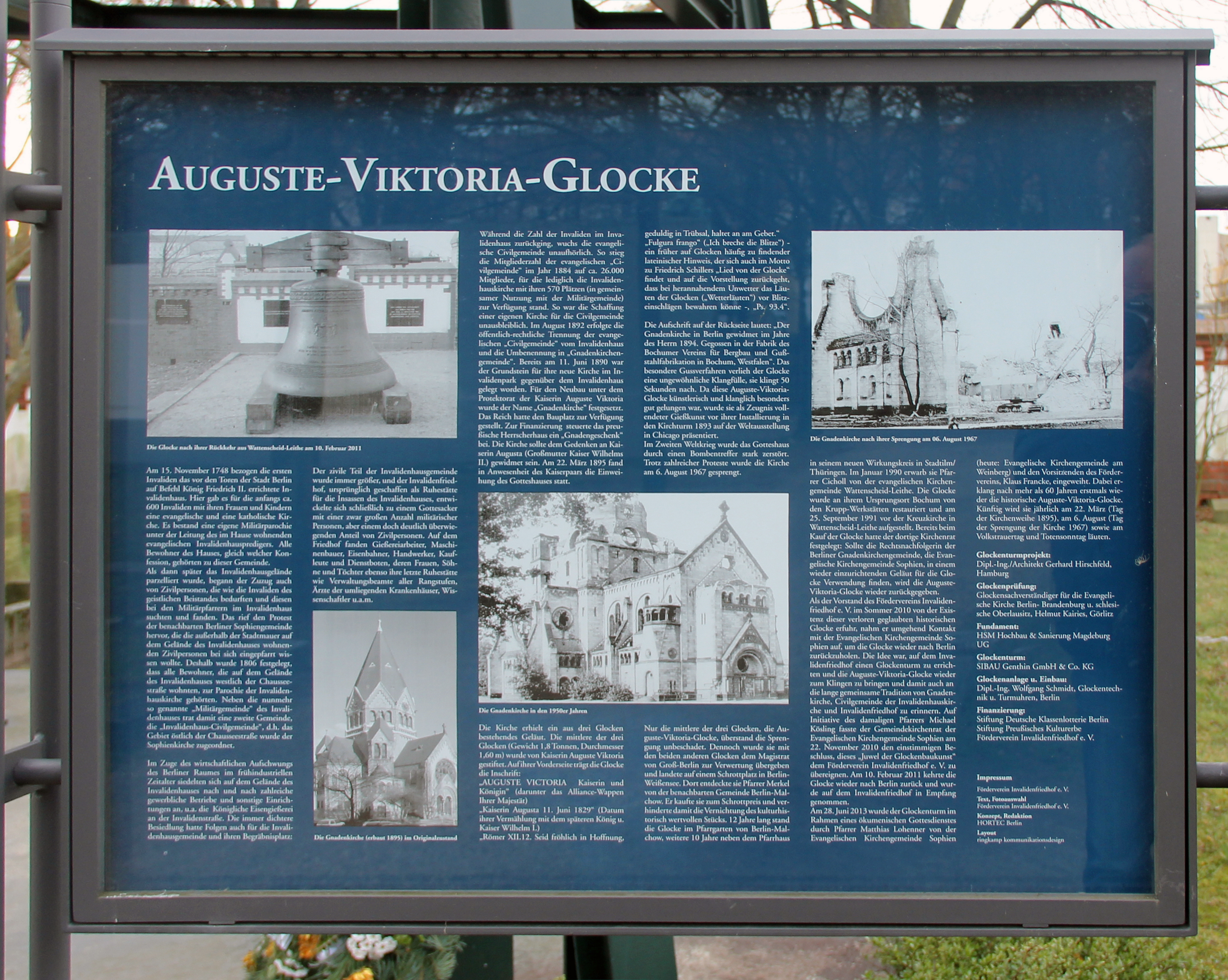
Histoire de la cloche Auguste-Viktoria